# Afrikanske flag
Dette er en oversigt over internationale, overnationale og nationale flag som bruges i Afrika. Der ses forskellige mønstre i farve-, symbol- og designvalg. Et antal lande benytter således de panafrikanske farver rød, gul og grøn, mens stjerne og halvmåne er populært i lande med muslimsk flertal.

## Internationale og overnationale flag
- Det Østafrikanske FællesskabDet Østafrikanske Fællesskab
- OPEC - De olieeksporterende lande

## Østafrika
- British Indian Ocean Territory (Storbritannien)
- Burundis flag
- Djiboutis flag
- Eritreas flag
- Etiopiens flag
- Kenyas flag
- Comorernes flag
- Madagaskars flag
- Malawis flag
- Mauritius' flag
- Mozambiques flag
- Reunion flag
- Rwandas flag
- Seychellernes flag
- Somalias flag
- Tanzanias flag
- Ugandas flag
- Zambias flag

## Centralafrika
- Angolas flag
- Tchads flag
- Demokratiske Republik Congos flag
- Gabons flag
- Guineas flag
- Camerouns flag
- Republikken Congos flag
- São Tomé og Príncipes flag
- Centralafrikanske Republiks flag

## Nordafrika
- Algeriets flag
- Kanariske Øers flag (Spanien)
- Ceutas flag (Spanien)
- Libyens flag
- Madeiras flag (Portugal)
- Marokkos flag
- Melillas flag (Spanien)
- Sudans flag
- Tunesiens flag
- Vestsaharas flag
- Ægyptens flag

## Sydlige Afrika
- Botswanas flag
- Lesothos flag
- Namibias flag
- Sydafrikas flag
- Swazilands flag

## Vestafrika
- Benins flag
- Burkina Fasos flag
- Kap Verdes flag
- Elfenbenskystens flag
- Gambias flag
- Ghanas flag
- Guineas flag
- Guinea-Bissaus flag
- Malis flag
- Mauretaniens flag
- Nigers flag
- Nigerias flag
- Sankt Helenas flag (Storbritannien)
- Senegals flag
- Sierra Leones flag
- Togos flag